# Marosgórós

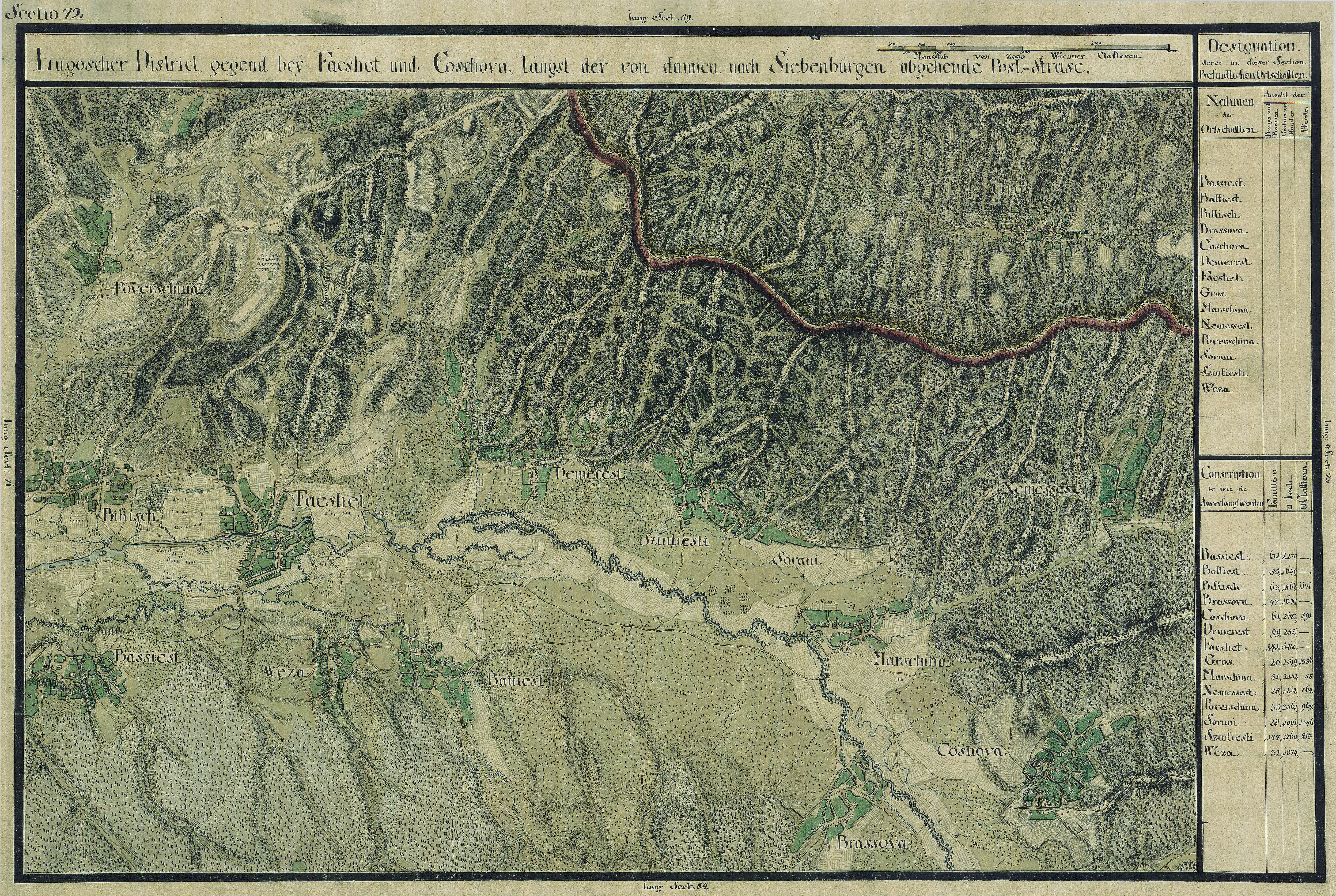
Marosgórós egy régi térképen

Marosgórós románul: Groși, falu Romániában, a Bánságban, Temes megyében.

## Fekvése
Kápolnástól délkeletre fekvő település.

## Története
Marosgórós, Górós nevét 1596-ban említette először oklevél Gros néven. 1717-ben Grosch, 1808-ban Groz, Grozi, 1913-ban Marosgórós néven írták.
1851-ben Fényes Elek írta a településről: „Gross, Krassó vármegyében, 3 katholikus, 375 óhitű lakossal, s anyatemplommal.”
A trianoni békeszerződés előtt Krassó-Szörény vármegye Marosi járásához tartozott.
1910-ben 398 lakosából 375 román, 2 német volt. Ebből 396 görögkeleti ortodox, 2 római katolikus volt.

## Nevezetességek
1741-ben épült ortodox fatemploma a romániai műemlékek jegyzékében a TM-II-m-A-06237 sorszámon szerepel.